# Aggeusz
Aggeusz, Chaggaj(hebr. Chag - święto, uroczystość), (łac.) Aggaeus (od hebrajskiego חַגַּי Haggai, (gr.) Kyriakos) – jest dziesiątym z tzw. proroków mniejszych, a pierwszym z trzech działających po powrocie z niewoli babilońskiej. Autor Księgi Aggeusza.
Działał w Jerozolimie około 520 r. przed Chrystusem. Pierwsze jego wystąpienie datuje się na 22 sierpnia 520 r. przed Chrystusem (Ag 1,2-1,11) ostatnie zaś na 18 grudnia tego samego roku (Ag 2,10-2,19 i Ag 2,20-2,23). Wspólnie z Zachariaszem zachęcał Żydów do odbudowy Świątyni Jerozolimskiej. Nawoływał do wiary, a niedolę ludu przypisywał karze Bożej. Księga Aggeusza nie wnosi informacji o samym autorze. W Martyrologium Rzymskim wymieniany jest razem z Ozeaszem, a jego wspomnienie obchodzone jest 4 lipca.
W ikonografii przedstawiany jest w todze a jego atrybut to rulon pergaminu wskazujący na to, że jest autorem księgi prorockiej.